# Simone Morgenthaler
Pour les articles homonymes, voir Morgenthaler.
 (juillet 2024).
Si vous disposez d'ouvrages ou d'articles de référence ou si vous connaissez des sites web de qualité traitant du thème abordé ici, merci de compléter l'article en donnant les références utiles à sa vérifiabilité et en les liant à la section « Notes et références ».
Simone Morgenthaler (née le 9 décembre 1952 à Saverne) est une journaliste, écrivain et animatrice de radio et de télévision française.

## Biographie
Simone Morgenthaler poursuit ses études à Strasbourg au Centre universitaire d'enseignement du journalisme (licence de journalisme, 1974) et à l’Université Paris IV-Sorbonne (licence de langues appliquées, 1975). Elle est diplômée de la Chambre de commerce et d'industrie de Paris.
Elle reçoit en 2011 le Grand prix de l'Académie nationale de cuisine, pour La cuisine naturelle des plantes d’Alsace, publié en collaboration avec Hubert Maetz, le chef du Rosenmeer, aux éditions La Nuée Bleue.
Elle est nommée officier de l'Ordre des arts et lettres en 2012.
Profondément attachée à l’alsacien, sa langue maternelle, elle est devenue une personnalité représentative de la région. Cela fut symboliquement consacré par l’obtention d'un Bretzel d'Or pour l'audio-visuel.
Familière des artisans de l’agro-alimentaire, des cuisiniers et des restaurateurs de la région, Simone Morgenthaler a produit et présenté pendant trente-deux ans des séries pour France 3 Alsace, dont Sür un siess, émission hebdomadaire en dialecte.

## Presse écrite, radio et télévision
- 1975. Débute comme journaliste au quotidien Les Dernières Nouvelles d'Alsace, à Strasbourg, où elle avait effectué des stages durant ses études
- 1976. Entre à la « Maison de la Radio », à Strasbourg, qui regroupe alors radio et télévision sous l’intitulé FR3 Alsace. Elle commence à la radio (« Radio Alsace »), dans l’émission Alsace Matin. Elle se voit rapidement confier ses premières émissions télé, des « 13 minutes » tournés en film : Rendez-vous à la Winstub (réalisation Serge Witta), La tarte flambée, (réalisation Olga Poliakoff), Un dimanche à la campagne  (réalisation Serge Witta),
- 1976 -1981. Elle anime des émissions radio quotidiennes, populaires, avec Jean-Pierre Schlagg en 1976, puis avec Ric Alban.
- 1979. Elle se rend à Castroville (Texas) pour en rapporter vingt reportages sur des Texans descendants d’Alsaciens émigrés au XIXe siècle, qui continuent à parler la langue de leurs ancêtres (elle continuera à écrire sur les Alsaciens de l’étranger pour les DNA, Saisons d’Alsace et dans ses livres).
- 1983. Elle devient speakerine bilingue (alsacien-français) sous l’impulsion du pasteur Gérard Heintz, directeur des programmes de FR 3 Alsace et de Serge Moati, directeur des programmes de FR3 national. Elle exerce ces fonctions jusqu’en 1986, tout en continuant ses activités à la radio, devenue entre-temps Radio France Alsace.
- À partir de 1988. Elle produit et présente à la télévision régionale des séries d’information et de divertissement en langues alsacienne et française :
- Kichespring (1988 à 1991), avec le chef Ernest Wieser et le boulanger-conteur Louis Fortmann (« Une émission de joie de vivre autour des meilleures recettes d’Alsace »)
- Kichechef (1988 à 1991), série sur les chefs de cuisine d’Alsace proposée également en langue française sous le titre La cuisine des chefs.
- Numerodaffet (1988 à 1991), magazine sur des « allumés » et des passionnés.
- Laendeltreppler (1989 à 1991). Documentaires sur des régions d’Alsace, réalisés sous l’impulsion de Georges Traband, directeur de France 3 Alsace.
- Hahn im Korb (1991-1993). "Coq en pâte" : série mensuelle faisant découvrir un invité, à travers son métier… et son plat favori.
- Zuckersiess (1993-1995). Des Alsaciens célèbres évoquent leur enfance et leur dessert préféré, avec Christophe Meyer, chef pâtissier de la maison Christian à Strasbourg. Série menée en synergie avec les DNA, qui publient le dimanche une chronique liée à l’émission.
- Sür un siess (1995- 2008). Pendant 13 ans, Simone Morgenthaler produit et présente cette série hebdomadaire de très forte audience locale (jusqu’à 45 % de parts de marché)[3].

L’émission, en langue alsacienne, fait découvrir pendant 26 minutes un personnage « authentique », homme ou femme, et son plat préféré. Cette série très populaire est conduite en synergie avec Les Dernières Nouvelles d’Alsace (une chronique liée à l’émission parait le samedi). Elle est présentée avec Hubert Maetz, le chef-propriétaire de l’Hostellerie du Rosenmeer à Rosheim (un macaron Michelin) et viticulteur. Ce cuisinier s'inspire des traditions et du « terroir », en faisant appel à des producteurs régionaux. Il présente des plats que nombre de cordons-bleus et cuisiniers amateurs notent, ou retrouvent plus tard dans les livres évoquant l'émission, surtout évocatrice des métiers traditionnels, des accents et tournures familières de la langue régionale (Sundgau, Outre-Forêt, Bassin Potassique, Ried, etc.) Simone Morgenthaler a raconté l'aventure de Sür un siess, au moment de l'arrêt de l'émission, dans un livre souvenir : « Adieu Sür un siess », paru en 2008.
De 2008 à 2020, Simone Morgenthaler a animé quotidiennement une tranche horaire à la radio, sur France Bleu Elsass (10 h à 11h).
En août 2013, elle a fait une série de lectures en Allemagne à la suite du lancement de Im Garten meiner Mutter, (la version allemande du livre Au jardin de ma mère) aux Éditions Ebersbach.
Simone Morgenthaler a collaboré ponctuellement (reportages) avec les magazines Saisons d'Alsace et Côté Est.
Depuis septembre 2022, elle rédige pour le magazine Maxi Flash une page hebdomadaire (texte et photos) sur le thème de son choix.

### Plantes et recettes d’Alsace
Simone Morgenthaler anime à partir de 2008 jusqu'en 2020 une émission en alsacien sur France Bleu Elsass. Du lundi au vendredi, elle interrogeait des producteurs alsaciens, agriculteurs et artisans, suggèreait les recettes que cela inspire. Au cours de l'été 2011, elle a présenté "une plante par jour", en relation avec le gros ouvrage récemment publié avec Hubert Maetz (700 recettes "plaisir et santé" inspirées par les plantes d'Alsace et de l'univers rhénan, certaines abondant dans toute la France).
Intitulé La cuisine naturelle des plantes d'Alsace, ce livre de présentation très soignée, particulièrement documenté, coloré de floraisons, est joyeusement illustré : il doit une part de son originalité aux créations photographiques d'Aude Boissaye, qui a intégré des personnages Belle Époque aux photos d'herbes folles et de prairies fleuries.
L'avant-dernier ouvrage culinaire de Simone Morgenthaler, Mon Alsace gourmande, avait réuni des recettes connues ou confidentielle, « glanées en trois décennies de rencontres passionnantes avec les chefs », mais aussi avec des téléspectateurs gourmets rencontrés au fil des années lors de la préparation de ses émissions.

### Souvenirs d’Alsace[4]
En 2010, Simone Morgenthaler a publié un recueil de récits poétiques, Les saisons de mon enfance : un florilège de souvenirs tendres joliment ponctué de mots alsaciens. Elle y évoque des souvenirs mêlés au fil des saisons et "cette langue d'enfance" qu'elle savoure à plaisir : "celle de la joie et de la mélancolie, du rire et des pleurs, de la peur et du bonheur".
En 2020, elle égrène à nouveau ses souvenirs, avec délicatesse et émotion, dans D'grien Schatt, L'ombre Verte, celle d'un noyer qu'il fallut cruellement élaguer, dont la frondaison "habillait" sa cour et dont les racines se nouent encore sous sa maison : "Je pleure un arbre, je pleure mon arbre"... Mais elle s'apaise avec la floraison de pétunias en pleine forme, avec la volonté des pervenches de faire tapis vert en plein hiver, avec les trilles d'oiseaux qu'égaient la floraison des perce-neige, les Schneegleckle.
Les termes alsaciens abondent dans cet "alsatique poétique"... écrit dans un français nuancé, de pure et délicate orthodoxie nationale. Simone Morgenthaler, d'un mini-récit à l'autre, s'enchante de son Alsace, "pourfendue, malmenée par les convoitises tantôt de l'Allemagne, tantôt de la France", en remémore le parler ancien encore savoureux, les musiques, les saisons. Et avoue quelque rancune à l'égard d'une République ayant fait main-basse sur la langue de sa prime enfance et imposé la réforme territoriale de 2015.
En 2020, elle retrouve l'Alsacien de Haegen, le village bas-rhinois de son enfance, proche de Saverne, en écrivant un conte pour enfants illustré par sa fille Lucille Uhlrich, Lulu, Noël en Alsace-Wihnàchte im Elsass.
Un an plus tard, elle publie un lexique charmant et documenté faisant à nouveau chanter le dialecte, également illustré par Lucille (couverture). Simone Morgenthaler offre un bouquet d'expressions tendres, vives ou narquoises, celles des familles de Haegen : Nos mots doux - Ùnseri Schmüswertle présente, par catégories, les termes chuchotés tendrement par les mamans alsaciennes, des comptines et dictons liés à l'amour, des petits refrains se savourant en gourmandises des terroirs. L'ouvrage a été rédigé selon les recommandations de la méthode Orthal, système orthographique mis au point par des dialectologues alsaciens.
Cet ouvrage est le premier d’une trilogie. Il est suivi au printemps 2020 de : Nos mots cochons, Ùnseri Drackwerter et en automne 2020 de : Nos gros mots, Ùnseri Schìmpfwerter, qui sera récompensé par le prix « Érudition » au Salon du Livre 2023 de Marlenheim.
À l’automne 2022 sont republiés (trente ans après leur première parution) ses 3 premiers livres culinaires devenus collectors : Les meilleures recettes d’Alsace, Les meilleurs desserts d’Alsace et Décors et recettes de Noël.
Au printemps 2023, elle publie Cœur qui bat, un hymne à la vie qui lui fut inspiré après avoir traversé des troubles cardiaques.
Au printemps 2024 paraîtra Sur la route avec Tante Jeanne, le récit d’une traversée de la France dans un fulgurant esprit de liberté avec sa marraine, une paysanne qui n’avait jamais quitté son département et qui voulait voir Lourdes et l’océan.

## Théâtre
En 1987, Simone Morgenthaler est l’auteur d’une dramatique pour France Culture, Passez muscade, réalisé par Eléonore Kramer  intrigue tendre entre un grand-père et sa petite fille sur fond de Noël. Avec Jean Topart, de la Comédie-Française, dans le rôle du narrateur.
EN 2005, Elle écrit la pièce dialectale Mammebubbel, sur l’amour des mères, mise en scène Christian Hahn, interprétée en solo dans divers théâtres d’Alsace.
En mai 2008, création au théâtre municipal de Haguenau de l’adaptation de son livre Retour à Bellagio, mise en scène par Patrick Chevalier. Cette œuvre évoque l’amitié d’exception portée au peintre Camille Claus.

## Œuvres
- Sur la route avec Tante Jeanne, La Nuée Bleue 2024  (ISBN 978-2-7165-0957-2)[5],[6].
- Coeur qui bat, photo de couverture Sylvie Lander, La Nuée Bleue 2023  (ISBN 978-2-7165-0943-5)[7]
- Nos gros mots, Ùnseri Schìmpfwerter, illustration de couverture Lucille Uhlrich, ID l'Édition, automne 2022  (ISBN 978-2-36701-259-9). Livre récompensé par le prix « Érudition » au Salon du Livre 2023 de Marlenheim
- Nos mots cochons, Ùnseri Drackwerter, illustration de couverture Lucille Uhlrich, ID l'Édition, printemps 2022  (ISBN 978-2-36701-249-0)
- Nos mots doux, Ùnseri Schmüswertle, illustration de couverture Lucille Uhlrich, ID l'Édition, 2021  (ISBN 978-2-36701-240-7).
- Lulu, Noël en Alsace, Wihnàchte ìm Elsàss, illustré par Lucille Uhlrich, ID l'Édition, 2021  (ISBN 978-2-36701-214-8).
- D'grien Schatt-L'ombre verte, illustration de couverture Lucille Uhlrich I.D. l'Édition, 2020  (ISBN 978-2-36701-202-5).
- L'Alsace, pays du chou en collaboration avec Hubert Maetz, éditions du Belvédère, 2014  (ISBN 978-2884-19327-6)
- Pour l'amour d'un père, Les moissons de la mémoire, éditions du Belvédère, 2014  (ISBN 978-2884-19307-8)
- Im Garten meiner Mutter, Edition Ebersbach, 2013. Traduction en allemand, par Irène Kuhn, de Au Jardin de ma mère.  (ISBN 978-3-86915-077-2)
- La cuisine naturelle des plantes d'Alsace, en collaboration avec Hubert Maetz, La Nuée bleue, 2011,  (ISBN 978-2-7165-0777-6) (Grand Prix de l’Académie nationale de cuisine, en décembre 2011, catégorie "Cuisine innovante").
- Les saisons de mon enfance, La Nuée bleue, 2010,  (ISBN 978-2-7165-0761-5).
- Mon Alsace gourmande : les recettes préférées de ma famille et de mes amis, La Nuée bleue, 2009,  (ISBN 978-2-7165-0758-5).
- Adieu Sür un siess ?, Le Verger éditeur, 2008.  (ISBN 978-2-84574-079-2).
- Retour à Bellagio, La Nuée bleue, 2007,  (ISBN 978-2-7165-0712-7).
- Sür un siess, 500 recettes d’Alsace et d’ailleurs, La Nuée bleue, 2006,  (ISBN 2-7165-0673-6) (Grand Prix de l’Académie nationale de cuisine, en janvier 2007).
- L’Alsace passionnément, avec Marc Haeberlin, La Tavola Verlag (Suisse), 2004.

Récompensé en 2005 en Suède par trois World cookbook Awards : « Best cookbool in Europe », « Grand prix de la gastronomie française » et « Best cookbook photography for books in german ».
Livre édité en Allemagne et en Suisse sous le titre Elsass, meine grosse Liebe.
- Ces années-là, mes souvenirs radio-télé, La Nuée bleue, 2004,  (ISBN 2716506418).
- À demain à New York, je porterai votre écharpe, une correspondance sur Internet avec Renée Roth-Hano, La Nuée bleue, 2003,  (ISBN 2-7165-0574-8).
- Le long de l'Ill, carnets de voyage alsacien, avec des aquarelles de Jean-Pierre Haeberlin, La Nuée bleue, 2002,  (ISBN 2-7165-0581-0).
- Au jardin de ma mère, chronique d’un deuil, La Nuée bleue, 2001  (ISBN 2-7165-0553-5).
- Un été  en Californie, au cœur du rêve américain avec les Alsaciens du Nouveau-Monde, La Nuée bleue, 2000,  (ISBN 2-7165-0521-7).
- Sonate à Catherine, l’été de mes vingt ans, La Nuée bleue, 1999,  (ISBN 2-7165-0474-1).
- À la table des artisans gourmands, La Nuée bleue, 1999,  (ISBN 2-7165-0489-X).
- Prévert en alsacien, La Nuée bleue, 1998,  (ISBN 2-7165-0390-7).
- À la table de Simone, en collaboration avec Hubert Maetz, La Nuée bleue, 1997,  (ISBN 2-7165-0432-6).
- Décors et recettes de Noël, avec Jean-Pierre Drischel, La Nuée bleue, 1994,  (ISBN 2-7165-0332-X).
- Les meilleurs desserts d’Alsace, avec Christophe Meyer, La Nuée bleue, 1993,  (ISBN 2-7165-0294-3)

Publication en allemand sous le titre Die besten Desserts aus dem Elsass, La Nuée bleue,  (ISBN 978-2-7165-0295-5).
- Les meilleures recettes d’Alsace, avec Ernest Wieser et Louis Fortmann, La Nuée bleue, 1992,  (ISBN 2-7165-0142-4).

Publication en version allemande sous le titre Die besten Rezepte aus dem Elsass, La Nuée bleue  (ISBN 2-7165-0230-7).
- Histoire d’un hibou perdu, Le Verger éditeur, 1989.